# Roumélie

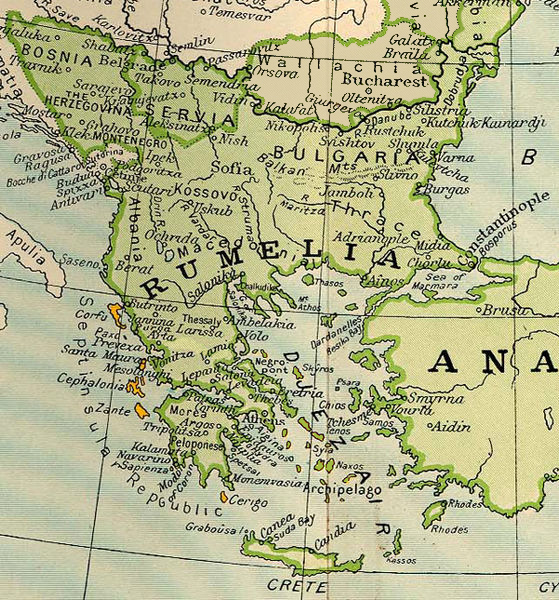
Carte de Roumélie (1801).

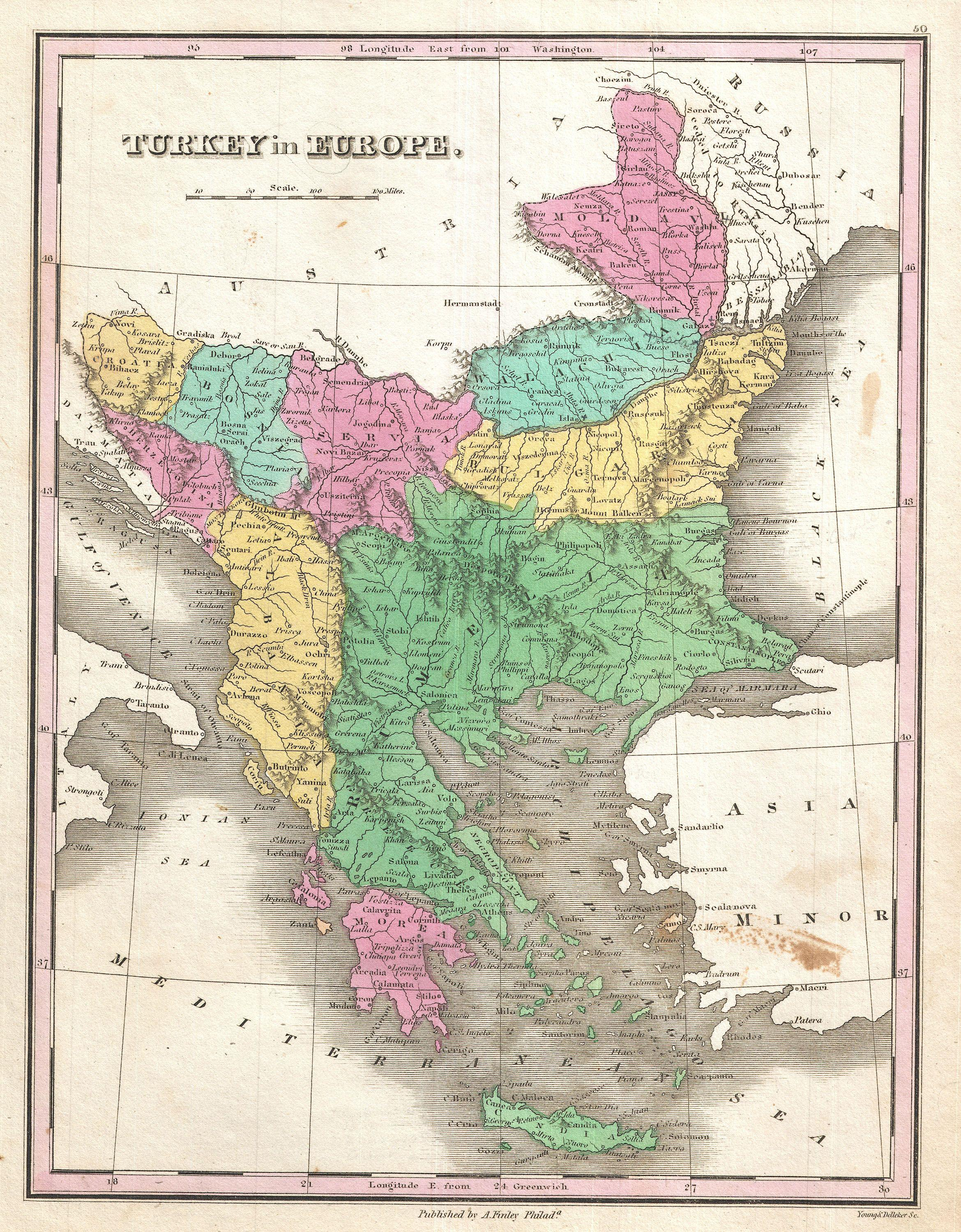
Carte administrative en 1827 : la Roumélie en vert.

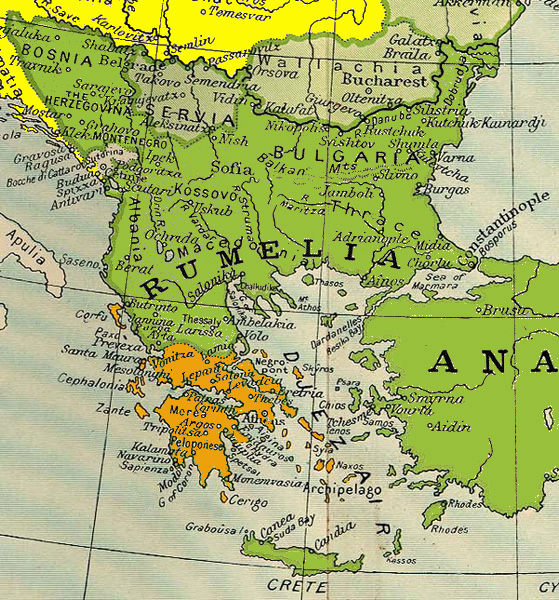
Les Balkans avant 1878.

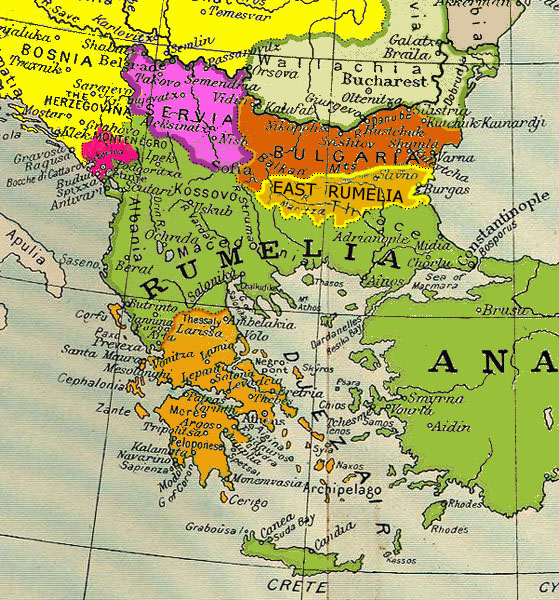
La Bulgarie (roux) et la Roumélie orientale (orange à liséré jaune) de 1878 à 1885.

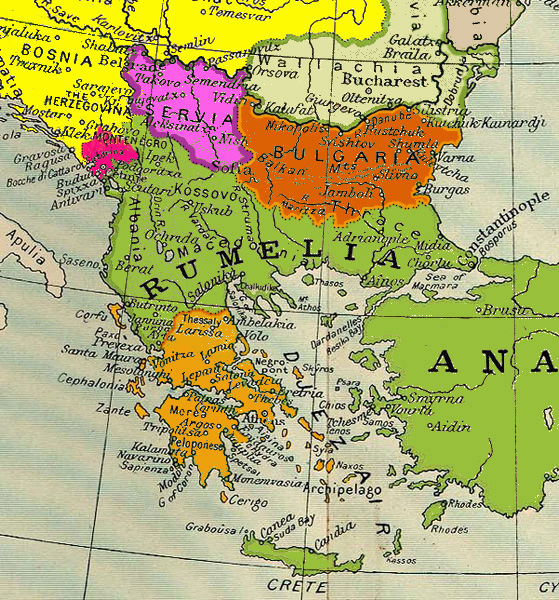
Les Balkans de 1885 à 1912.

La Roumélie (en turc : Rumeli) est le terme utilisé à partir du XVe siècle pour désigner la partie de la péninsule balkanique sous domination ottomane. Selon le contexte, le terme peut faire référence à différentes régions de la péninsule balkanique.

## Origine du nom
Le terme Rumeli signifie littéralement en turc terre des Romains : il s'agit de l'Empire romain d'Orient. C'est pourquoi, au cours des XIe et XIIe siècles, ce terme fut également utilisé pour désigner, en Anatolie, le sultanat seldjoukide qui s'y est constitué après la victoire turque de Mantzikert sur l'Empire byzantin.

## Historique du nom
Au début de l'Empire ottoman, le nom de Roumélie désignait, au sens large, l'ensemble des possessions européennes. Le beylerbeylik de Roumélie, désigné à partir de 1591 comme eyalet ou pachalik de Roumélie, était une des deux grandes divisions territoriales de l'Empire avec le beylerbeylik d'Anatolie qui regroupait les provinces asiatiques. Sa capitale était Edirne, résidence des sultans jusqu'à la prise de Constantinople en 1453, puis Monastir (Bitola). De 1396 au début du XIXe siècle, il désignait toute la péninsule des Balkans. Par la suite, Roumélie a désigné un territoire de moins en moins étendu à mesure que la domination ottomane reculait.
Dans le contexte de la guerre d'indépendance grecque, le terme désignait la Grèce continentale, au nord du golfe et de l'isthme de Corinthe.
Par la suite, il désigna la région bordée au nord par la principauté de Serbie et la principauté de Bulgarie, nominalement vassales de l'Empire ottoman, à l'ouest par le Monténégro et au sud par le royaume de Grèce.
Après le traité de Berlin (1878 : indépendances de la Serbie et de la Bulgarie, rattachement de la Thessalie à la Grèce), la Roumélie ne regroupait plus que les anciennes provinces de Thrace (Roumélie orientale incluant Constantinople), et de Macédoine (Roumélie occidentale incluant Salonique). Cette dernière comprenait aussi une province composée de l'Albanie centrale et de l'Ouest de la Macédoine, avec Monastir comme chef-lieu. Avec les changements administratifs intervenus au sein de l'Empire ottoman entre 1870 et 1875, la Roumélie cessa de correspondre à une division politique.
Après 1878, le Nord de la Roumélie orientale constitua une province autonome de l'Empire ottoman, au sein de laquelle les Bulgares s'auto-gouvernèrent ; ils proclamèrent son rattachement à la Bulgarie le 6 septembre 1885.
La Roumélie ottomane disparaît au moment de la première guerre balkanique (1912). Cette guerre met fin à plus de 400 ans de domination turque dans les Balkans.

## Utilisation actuelle
Aujourd'hui, le terme Roumélie est parfois utilisé à propos de la partie européenne de la Turquie (les provinces d'Edirne, de Kirklareli et de Tekirdağ et la partie ouest de la province d'Istanbul). Cependant, ce terme est souvent utilisé dans un contexte historique, le nom turc moderne de cette région étant Trakya (Thrace).
Sur le Bosphore, on parle généralement de la côte rouméliote en opposition à la côte anatolienne. Plusieurs villages portant le même nom de part et d’autre sont désignés par les termes « Rumeli » ou « Anadolu » (Rumeli Hisarı / Anadolu Hisarı, Rumeli Kavağı (en) / Anadolu Kavağı, Rumeli Feneri / Anadolu Feneri).
Les habitants musulmans de la Roumélie turque ne se sont jamais et ne se désignent toujours pas comme « Rouméliotes » (Rum, Rumlar en turc) car ce terme, issu du système ottoman d'identification des communautés, désigne uniquement les anciens sujets ottomans ou les citoyens turcs actuels de confession orthodoxe principalement hellénophones. Dans leur propre acception, les conquérants musulmans vivaient sur des terres « prises aux Romains » (que nous appelons « Byzantins ») mais n'en étaient pas (voir Vocabulaire des croisades et de la reconquista),.